# Псевдокарст
Псевдокарст (помилковий карст) — западинно-впадинний рельєф, утворений пониженнями різного розміру, що ззовні нагадує карст, але виник в результаті інших процесів.
Псевдокарстові процеси:
- термокарст — просідання поверхні в областях поширення багаторічної мерзлоти у разі її аномального відтаєння на певних площах. Наслідком термокарсту є утворення лінійних знижень, які згодом зростаються і перетворюються в аласи
- глинистий карст — процеси механічного винесення підземними водами тонких глинистих фракцій осадкових порід з певного масиву. На поверхні утворюються зниження, лійки, западини. Спостерігається глинистий карст біля урвищ, уступів, схилів, балок, схилів річкових долин.
- суфозія — комплексний процес, який полягає у частковому вилуговуванні та механічному винесенні дрібних фракцій осадових порід пилуватого складу з товщі верхніх горизонтів до нижніх. Відбувувається в лесових породах. Утворює подиплоскі замкнені зниження, степові блюдця.